# Pseudoxandra parvifolia
Pseudoxandra parvifolia là loài thực vật có hoa thuộc họ Na. Loài này được Maas mô tả khoa học đầu tiên năm 2003.